# 曾紓寧

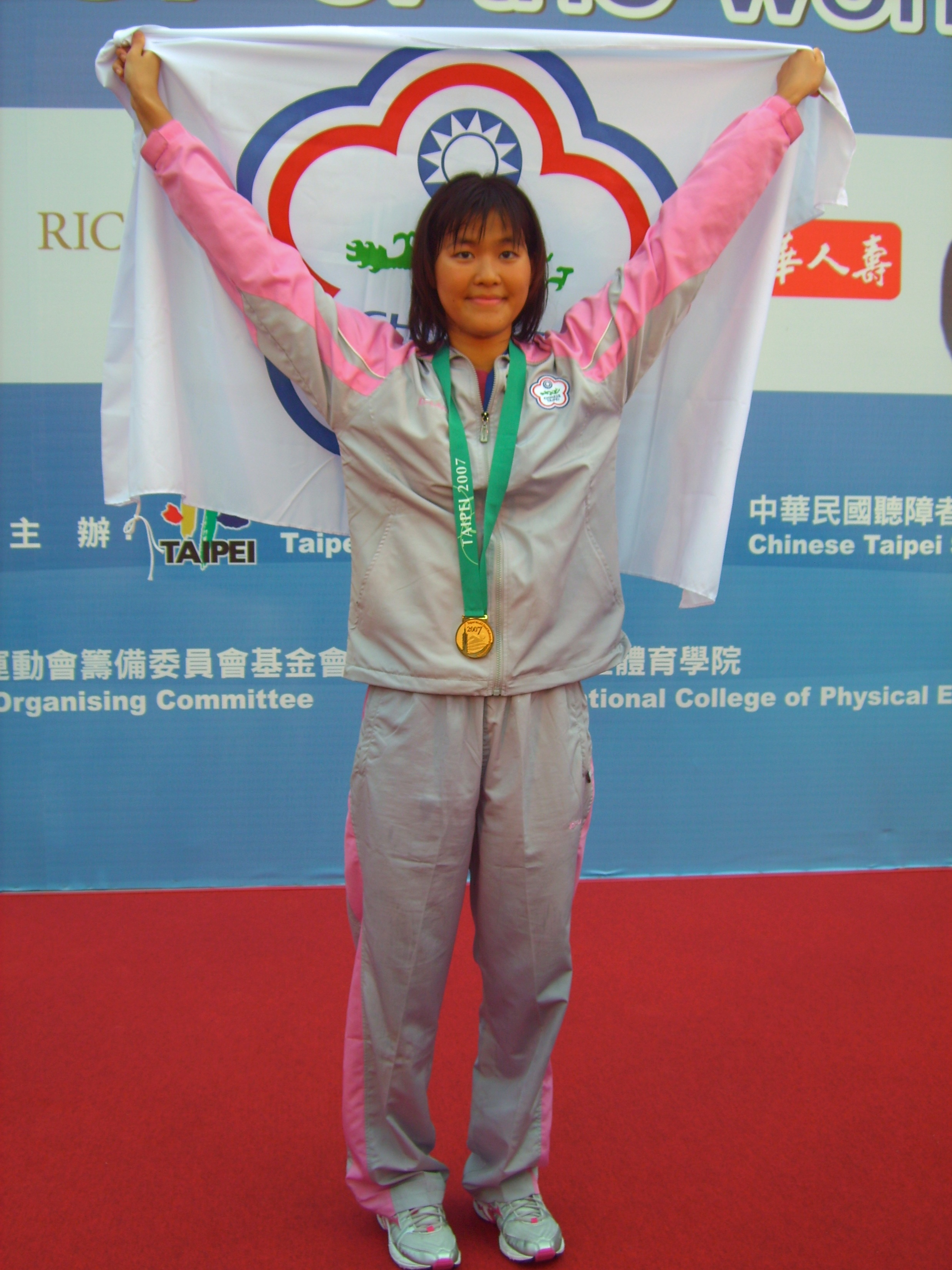
曾紓寧在2007年世界聽障游泳錦標賽中，再度刷新世界紀錄。

曾紓寧（1989年6月12日—），台灣聽障游泳選手，新竹市人，目前是聽障女子五十公尺仰式的世界紀錄保持人。
曾紓寧從小就有聽覺障礙，需要仰賴助聽器維持聽力，因此學習上也遇到不少困難，但在2005年參加墨爾本的2005年夏季聽障奧林匹克運動會，並在女子五十公尺仰式的比賽中，創下最低年齡就建立世界紀錄的奇蹟，因而聲名大噪。

## 外部連結
- 公共電視專題報導彙整─曾紓寧 （页面存档备份，存于）